# Abraão I
Abraão I (ou Abraão de Aghbatan) foi católico da Igreja Apostólica Armênia entre 607-615. Durante este período, houve a separação entre a Igreja Armênia e a Igreja Ortodoxa da Geórgia. "Esta última, governada pelo católico Kyrion, reconciliou-se com a sede constantinopolitana aceitando a fórmula cristológica do concílio de Calcedônia" (Voicu, 30). Após este fato, em 607, os georgianos continuaram como um corpo eclesiástico distinto.